# Lestodiplosis grassator
Lestodiplosis grassator är en tvåvingeart som först beskrevs av Fyles 1883.  Lestodiplosis grassator ingår i släktet Lestodiplosis och familjen gallmyggor.
Artens utbredningsområde är Ontario. Inga underarter finns listade i Catalogue of Life.